# Landskapsgrundämnen
Landskapsgrundämnen är en lista med grundämnen som har föreslagits av Svenska nationalkommittén för kemi för att stimulera intresset för kemi i landet. Ett grundämne har föreslagits för varje landskap i Sverige, som en av landskapssymbolerna och därtill ett grundämne vardera för städerna Stockholm och Göteborg. I kolumn Grundämne anges namn, kemiskt tecken och kärnladdning = atomnummer.
| Landskap      | Grundämne       | Bild |
| ------------- | --------------- | ---- |
| Blekinge      | Magnesium Mg 12 |      |
| Bohuslän      | Klor Cl 17      |      |
| Dalarna       | Koppar Cu 29    |      |
| Dalsland      | Kisel Si 14     |      |
| Gotland       | Kalcium Ca 20   |      |
| Gästrikland   | Krom Cr 24      |      |
| Halland       | Natrium Na 11   |      |
| Hälsingland   | Nickel Ni 28    |      |
| Härjedalen    | Palladium Pd 46 |      |
| Jämtland      | Syre O 8        |      |
| Lappland      | Silver Ag 47    |      |
| Medelpad      | Väte H 1        |      |
| Norrbotten    | Järn Fe 26      |      |
| Närke         | Zink Zn 30      |      |
| Skåne         | Aluminium Al 13 |      |
| Småland       | Kalium K 19     |      |
| Södermanland  | Kobolt Co 27    |      |
| Uppland       | Yttrium Y 39    |      |
| Värmland      | Mangan Mn 25    |      |
| Västerbotten  | Guld Au 79      |      |
| Västergötland | Uran U 92       |      |
| Västmanland   | Kväve N 7       |      |
| Ångermanland  | Kol C 6         |      |
| Öland         | Jod I 53        |      |
| Östergötland  | Fosfor P 15     |      |

| Stad      | Grundämne   | Bild |
| --------- | ----------- | ---- |
| Göteborg  | Argon Ar 18 |      |
| Stockholm | Neon Ne 10  |      |